# BOSS Open 2024
BOSS Open 2024 a fost un turneu profesionist de tenis organizat în cadrul circuitului masculin ATP, care a avut loc în perioada 10–16 iunie, la Stuttgart, Germania, pe terenuri cu iarbă. A fost cea de-a 46-a ediție a ATP Stuttgart Open, parte a categoriei ATP 250 din Circuitul ATP 2024.

## Campioni

### Simplu
Pentru mai multe informații consultați BOSS Open 2024 – Simplu

### Dublu
Pentru mai multe informații consultați BOSS Open 2024 – Dublu

## Puncte și premii în bani

### Distribuția punctelor
| Probă  | C   | F   | SF  | QF | Runda 2 | Runda 1 | Q   | Q2  | Q1  |
| Simplu | 250 | 165 | 100 | 50 | 25      | 0       | 13  | 7   | 0   |
| Dublu  | 250 | 150 | 90  | 45 | 0       | N/A     | N/A | N/A | N/A |

### Premii în bani
| Probă  | C         | F        | SF       | QF       | Runda 2  | Runda 1 | Q2      | Q1      |
| Simplu | 111.785 € | 65.205 € | 38.335 € | 22.215 € | 12.900 € | 7.880 € | 3.940 € | 2.150 € |
| Dublu* | 38.840 €  | 20.780 € | 12.180 € | 6.810 €  | 4.010 €  | N/A     | N/A     | N/A     |

*per echipă